# Therates rugifer
Therates rugifer (лат.) — вид жуков-скакунов рода Therates из семейства жужелицы (Carabidae).

## Распространение
Вьетнам (Lang Son, Vinh Phuc, Nin Binh).

## Описание
Длина от 6,7 до 8,2 мм. Тело с металлическим блеском. От близких видов отличается сочетанием короткой плечевой лунки, крайней медиальной ориентации центральной точки и самца с двумя увеличенными дистальными антенномерами. Голова блестящая зеленовато-чёрная. Мандибулы желтоватые, зубцы по краю буроватые. Верхняя губа почти одинаковой ширины и длины, желтоватая, с 6 вершинными зубцами и одним боковым зубцом. Губные и максиллярные щупики желтоватые. Наличник голый. Лоб гладкий. Переднеспинка блестящая зеленовато-чёрная, примерно одинаковой длинны и ширины, сужена спереди и сзади. Надкрылья блестящие чёрные с коричневато-жёлтыми отметинами. Брюшная сторона чёрная. Ноги жёлтые, голени и лапки дистально темнее. Длина эдеагуса 1,8 мм.